# Crkva Marije Pomoćnice u Kigaliju
Crkva Marije Pomoćnice je rimokatolička crkva u Kigaliju, Ruanda, u sklopu salezijanske ustanove u Kimihururi u Kigaliju. Posvećena Mariji Pomoćnici kršćana. Crkvu je izgradio hrvatski misionar don Danko Litrić zahvaljujući dobrotvorima. Mnogi dobrotvori su bili brojni Hrvati iz Hrvatske, Bosne i Hercegovine i hrvatske dijaspore, ponajviše iz hrvatskih katoličkih misija.
Blagoslov i posveta crkve bili su na 31. siječnja 2018. godine, na blagdan sv. Ivana Bosca. Svečano euharistijsko slavlje predvodio je nadbiskup Kigalija mons. Tadej Ntihinyurwa. Koncelebrirali su biskup iz Nyunda mons. Anaclet Mwumvaneze i pomoćni banjolučki biskup mons. Marko Semren. U koncelebraciji su bili još provincijal Provincije Afrička velika jezera sv. Karla Lwange don Camil Swertvagher, provincijal Hrvatske salezijanske provincije sv. Ivana Bosca don Pejo Orkić i mnogo drugih svećenika i salezijanaca, među njima i Hrvati don Danko Litrić, provincijski ekonom Hrvatske salezijanske provincije don Tihomir Šutalo i vlč. Marinko Filipović. Nazočile su i časne sestre i brojni vjernici.
Prvo su blagoslovljeni oltar, tabernakul, ambon, vrata i prozori te vanjske i unutarnje strane zidova. Otjpevane su Litanije Svih svetih. Nakon toga su su ugrađene moći zagrebačkog nadbiskupa mučenika blaženog kardinala Alojzija Stepinca u oltar. Moći je darovao zagrebački nadbiskup kardinal Josip Bozanić. Zatim je došlo na red mazanje oltara svetim uljem i kađenje svih mjesta i prostora crkve, koji su prije toga bili poškropljeni blagoslovljenom vodom. Nakon toga prekrasnim oltarnjakom je pokriven ultar i ukrašen cvijećem i svijećama. Otpjevalo se pjesmu Slava Bogu na visini, uz brujanje bubnjeva i zvonaca. Uslijedila je najava Božje riječi uslijedila te homilija mons. Ntihinyurwe. Poslije vjerničke molitve prinosili su darove. Velika vjernička kolona išla je u crkvu i prinijela razno liturgijsko posuđe i darove, među kojima prekrasna pokaznica, kalež, misnica s likom bl. Alojzija Stepinca, kadionica i lađica te zvonce. Doneseni su iz Hrvatske i darovani za crkvu.

## Vanjske poveznice
- Don Bosco  Arhivirana inačica izvorne stranice od 28. ožujka 2018. (Wayback Machine) don Pejo Orkić: Marija Pomoćnica pomogla mi je upoznati Ruandu izbliza